# Kesmeşeker
Kesmeşeker est un groupe de rock turc fondé dans les années 1990 par Cenk Taner, Belen Ünal, Tayfun Çağlar, et Melih Rona.
Composition du groupe :
- Cenk Taner : guitare basse
- Canay Cengen : guitare basse
- Gökhan Özcan : batterie
- Can Alper : guitare
- Tansu Kızılırmak : voix et guitare basse

## Albums
- 1991 Dipten ve Derinden
- 1993 Aşk ve Para
- 1995 Tut Beni Düşmeden
- 1998 İnsülin
- 1999 İçinde İçindekiler Vardır
- 2001 İzin Vermedi Yalnızlık (Cenk Taner)
- 2004 Kum
- 2011 Doğdum Ben Memlekette
- 2013 Yoldan Çıkmış Şarkılar (Cenk Taner)
- 2017 Kadıköy